# Zygophyxia demissus
Zygophyxia demissus är en fjärilsart som beskrevs av Swinhoe 1886. Zygophyxia demissus ingår i släktet Zygophyxia och familjen mätare. Inga underarter finns listade i Catalogue of Life.